# Nous n'irons plus au bois (roman)
Pour les articles homonymes, voir Nous n'irons plus au bois (homonyme).
Nous n'irons plus au bois (All Around the Town) est un roman policier américain de Mary Higgins Clark, paru en 1992. 
La traduction française, dont le titre s'inspire d'une vieille chanson française, est publiée  la même année à Paris chez Albin Michel.

## Résumé
Laurie a quatre ans lorsqu'elle est enlevée devant la porte de sa maison par un couple de ravisseurs (Bic et Opal). Pendant tout le temps que dure sa captivité, elle est constamment maltraitée par Bic. Deux ans après son enlèvement, la petite fille est déposée devant la porte d'une école car elle devenait une gêne pour ses ravisseurs. C'est le concierge de l'école qui la retrouve, elle est ramenée à sa famille peu après.
17 ans après l'enlèvement, Bic et Opal se sont fait une nouvelle vie. Ils se font appeler sous leurs véritables noms Bobby et Carla Hawkins. Bic porte maintenant le titre de  Révérend.  C'est à ce moment qu'un deuxième choc se produit dans la vie de Laurie : la mort accidentelle de ses parents.
À vingt et un ans, Laurie fait à nouveau la une des journaux : elle est accusée du meurtre de son professeur de littérature Allan Grant, dont elle s'est un peu rapprochée depuis la mort de ses parents. Sa sœur Sarah croit en son innocence et décide de la faire suivre par un psychiatre, car Laurie ne se souvient absolument pas avoir commis ce crime. Au fil des séances, son passé refait surface. Les deux années où elle a été séquestrée deviennent moins floues : à la suite de son enlèvement, Laurie a développé un dédoublement de la personnalité...
Mais ses ravisseurs, qui ont retrouvé sa trace, s'inquiètent qu'elle retrouve la mémoire et révèle toute la vérité !

## Personnages principaux
- Laurie
- Sarah
- Dr. Carpenter
- Justin Donnelly
- Bic (Révérend Hawking)
- Opal (Carla Hawking)
- Brendon Moody

## Adaptation
- 2002 : Nous n'irons plus au bois, téléfilm canado-britannico-américain réalisé par Paolo Barzman, avec Nastassja Kinski